# ديفيد برايس (موزع)
ديفيد برايس (بالإنجليزية: David Price)‏ هو موزع بريطاني، ولد في 1969.

## وصلات خارجية
- ديفيد برايس على موقع ميوزك برينز (الإنجليزية)
- ديفيد برايس على موقع ديسكوغز (الإنجليزية)